# トウショウファルコ
トウショウファルコ（1986年5月16日 - 2005年10月21日）とは日本の競走馬、誘導馬。
1989年に中央競馬でデビューし、1992年1月に日刊スポーツ賞金杯とアメリカジョッキークラブカップで優勝した。競走馬として引退した後は東京競馬場で誘導馬となり、1995年6月から1999年11月までその役割を務めた。栗毛の馬体に金色の尾とたてがみを持つ「尾花栗毛」の特徴から、競走馬、誘導馬双方の時代を通じてファンからの人気を集めた。

## 経歴

### デビューまで
1986年、北海道静内町の藤正牧場に生まれる。父は競走馬時代に長距離の八大競走で3勝を挙げたグリーングラス。母カメリアトウショウは不出走馬だが、競走馬時代にグリーングラスのライバルだったトウショウボーイを生んだソシアルバターフライ系の出身馬だった。ソシアルバターフライ系はスピード豊かな馬を生み出す系統として知られていたが、牧場では大競走を勝つスタミナを求めて長距離型の種牡馬との配合を試みており、本馬もそうしたなかで生まれた1頭であった。しかし幼駒の頃から後躯の踏ん張りがきかないという欠点を持ち、一時は競走馬としての将来を危ぶまれたほどであった。また気候により蹄が割れてしまう裂蹄の症状も抱えていた。
競走年齢の3歳に達した1988年3月末、茨城県美浦トレーニングセンターの新関力厩舎に入る。競走名は、馬主の冠名「トウショウ」に、漫画『北斗の拳』の登場人物「金色のファルコ」に由来した「ファルコ」を加えたものだった。

### 競走馬時代
4歳となっていた1989年2月4日、小倉開催で競走馬としてデビュー。初戦の6着を経て、2戦目に初勝利を挙げた。しかし以後は後躯の欠点もあり順調に勝ち上がれず、しばらく条件馬として過ごした。5歳となった1990年初頭には平地競走に見切りを付けて障害競走への転向が検討され、同期馬のトウショウクルーゾと共に栃木県の障害馬育成施設に送られた。クルーゾは同年4月に障害入りしたが、ファルコには適当な競走がなかったことから引き続き平地で出走を続けた。すると障害練習を行ったことにより後躯が強化されて成績が安定し、翌1991年7月には格上挑戦した重賞・七夕賞で3着と好走。そして10月に出走したオープン競走・東京スポーツ杯で通算5勝目を挙げ、オープンクラスに昇格した。
続くアルゼンチン共和国杯では9着と敗れたものの、年末のフェアウェルステークスに勝利。翌1992年初頭には日刊スポーツ賞金杯に出走した。年初開催の新記録となる13万6695人という観衆が集ったなかで単勝6番人気の評価だったが、騎手を務めた柴田政人は一気の加速ができないことを見越して最終コーナー先頭という積極策をとり、そのままゴールまで押し切ってトウショウファルコは29戦目での重賞初勝利を挙げた。走破タイム1分59秒6はコースレコードから0秒1差という好記録だった。この頃には後躯の弱さや裂蹄の不安もなくなっており、強い調教を掛けられるようになっていた。3週間後に出走したアメリカジョッキークラブカップでは逃げを打って前半1000メートルを62秒というスローペースに持ちこみ、逃げ切りでの重賞2連勝を遂げた。これはグリーングラスとの同一競走父子制覇ともなった。柴田政人は「金杯の時は半信半疑だったけど、自分が考えた以上に力を付けている。どこまで強くなるのか興味を持っています」と語った。
名実共に天皇賞（春）に向けた注目馬の1頭となったが、同競走への前哨戦とする予定だった日経賞直前に蹄球炎を発症し、休養を余儀なくされた。11月に天皇賞（秋）で復帰するも15着と大敗。その後はアルゼンチン共和国杯に向けて調整されていたが、右前脚を骨折し再度休養に入った。以後復帰に向けて療養が続けられていたが、1993年8月に右前脚を再度骨折し、これをもって引退が発表された。

### 誘導馬時代 - 引退後
ファンの間では「グリーングラスの後継種牡馬に」との声もあったものの、強い要望を受けて東京競馬場で誘導馬となり、訓練を経て1995年6月より供用された。競走馬時代から女性ファンを中心にパドックでの声援やファンレターを数多く受けとる存在だったが、誘導馬となってからも同様の事象が続いた。柴田政人は「金色のたてがみをなびかせて走っている姿は、自分が乗っていてもきれいだな、と思ったほどだから、ファンにとってはたまらなかったんでしょうね。それだけトウショウファルコの姿はファンを惹きつけるほど魅力的だったのでしょう」と評している。現役時はその美しい姿から「尾花栗毛の貴公子」と評される時もあった。1999年11月7日の開催をもって誘導馬生活からも退き、当日の昼休みには「お別れセレモニー」が行われた。
その後は神奈川県横浜市の馬の博物館に展示される様々な馬種のうちサラブレッドの代表として繋養され、同博物館の「乗馬デー」では一般客の体験乗馬役も担った。
2005年10月21日に老衰のため19歳で死亡。10月27日には馬の博物館がある根岸競馬記念公苑にて、お別れの会が開かれた。同所には「トウショウファルコ号ここに眠る」と刻まれた追悼石碑が設けられている。

## 競走成績
以下の内容は、JBISサーチ、netkeiba.comに基づく。
| 競走日     | 競馬場 | 競走名         | 格       | 距離（馬場）  | 頭 数 | 枠 番 | 馬 番 | オッズ （人気） | 着順 | タイム （上り3F/4F） | 着差 | 騎手        | 斤量 [kg] | 1着馬（2着馬）       | 馬体重 [kg] |
| ---------- | ------ | -------------- | -------- | ------------- | ----- | ----- | ----- | --------------- | ---- | -------------------- | ---- | ----------- | --------- | -------------------- | ----------- |
| 1989.02.04 | 小倉   | 4歳新馬        |          | 芝2000m（稍） | 9     | 8     | 8     | 010.10（6人）   | 06着 | 02:08.5（39.1）      | -2.3 | 0細川英二   | 55        | ヤマニンテルファー   | 484         |
| 0000.02.18 | 小倉   | 4歳新馬        |          | 芝2000m（不） | 7     | 4     | 4     | 025.60（5人）   | 01着 | 02:07.7（38.0）      | -0.6 | 0細川英二   | 55        | （スイートマドンナ） | 484         |
| 0000.03.19 | 中山   | ミモザ賞       | 400万下  | 芝2200m（良） | 15    | 5     | 8     | 006.50（2人）   | 11着 | R2:19.3（39.3）      | -1.0 | 0郷原洋行   | 55        | ロングエトナ         | 480         |
| 0000.04.23 | 新潟   | ゆきつばき賞   | 400万下  | 芝2000m（良） | 8     | 3     | 3     | 004.40（2人）   | 03着 | R2:04.4（49.9）      | -0.9 | 宮田仁      | 55        | コンバットビック     | 484         |
| 0000.07.08 | 函館   | 4歳上400万下   |          | ダ1700m（良） | 7     | 1     | 1     | 003.70（3人）   | 01着 | 01:49.2（40.2）      | -0.6 | 0細川英二   | 55        | （ヤクモグレイス）   | 500         |
| 0000.07.30 | 函館   | オホーツクH    | 900万下  | 芝2000m（良） | 9     | 7     | 7     | 018.70（7人）   | 07着 | 02:02.2（36.7）      | -0.7 | 0細川英二   | 51        | トウショウゼウス     | 496         |
| 0000.08.19 | 函館   | 潮騒特別       | 900万下  | ダ1700m（良） | 9     | 1     | 1     | 007.90（3人）   | 09着 | R1:49.0（41.2）      | -2.3 | 0柴田政人   | 55        | ブランドアンヌ       | 496         |
| 0000.09.02 | 函館   | HTB賞          | 900万下  | 芝2000m（不） | 9     | 2     | 2     | 010.80（5人）   | 05着 | 02:05.6（40.2）      | -0.5 | 0加藤和宏   | 55        | スーパーガリオン     | 494         |
| 0000.09.24 | 函館   | 大沼S          | 900万下  | 芝2000m（稍） | 13    | 7     | 10    | 016.90（8人）   | 10着 | 02:05.1（39.2）      | -1.3 | 0細川英二   | 52        | トーアスキー         | 484         |
| 0000.11.04 | 福島   | みちのく特別   | 900万下  | 芝2600m（良） | 7     | 1     | 1     | 009.30（5人）   | 03着 | R2:44.6（38.2）      | -0.8 | 0横田吉光   | 52        | アサカペガサス       | 492         |
| 1990.04.29 | 東京   | 5歳上900万下   |          | 芝2000m（良） | 11    | 6     | 6     | 014.50（6人）   | 04着 | 02:02.1（37.5）      | -0.4 | 0細川英二   | 56        | ミヤギレデイー       | 496         |
| 0000.05.19 | 東京   | 秋川特別       | 900万下  | 芝2000m（稍） | 10    | 6     | 6     | 007.60（3人）   | 03着 | 02:02.4（37.8）      | -0.3 | 0柴田政人   | 56        | ミスターナイト       | 496         |
| 0000.06.16 | 福島   | 信夫山特別     | 900万下  | 芝2600m（良） | 6     | 4     | 4     | 002.60（1人）   | 03着 | R2:41.0（38.1）      | -0.4 | 0加藤和宏   | 54        | イダテンターボ       | 502         |
| 0000.08.05 | 函館   | 4歳上500万下   |          | 芝2000m（良） | 11    | 6     | 7     | 002.60（1人）   | 01着 | 02:00.6（37.5）      | -0.6 | 0加藤和宏   | 57        | （タニノマイカ）     | 510         |
| 0000.08.18 | 函館   | 五稜郭特別     | 900万下  | 芝2000m（稍） | 8     | 2     | 2     | 002.30（2人）   | 02着 | 02:01.5（36.4）      | -0.2 | 0加藤和宏   | 57        | コンバットビック     | 512         |
| 0000.09.09 | 函館   | みなみ北海道S  | 900万下  | 芝2500m（良） | 10    | 5     | 5     | 002.40（2人）   | 02着 | 02:35.3（36.8）      | -0.0 | 0加藤和宏   | 56        | ゾウゲブネメガミ     | 514         |
| 0000.09.23 | 函館   | 大沼S          | 900万下  | 芝2000m（不） | 14    | 2     | 3     | 004.30（2人）   | 04着 | 02:05.2（39.0）      | -0.7 | 0加藤和宏   | 56.5      | メジロマックイーン   | 514         |
| 0000.11.04 | 東京   | 4歳上900万下   |          | 芝2000m（不） | 9     | 2     | 2     | 002.10（1人）   | 03着 | 02:05.7（40.2）      | -0.5 | 0加藤和宏   | 57        | トチノシラユリ       | 512         |
| 0000.11.24 | 東京   | 4歳上900万下   |          | ダ2100m（良） | 11    | 3     | 3     | 004.30（2人）   | 03着 | 02:11.3（38.0）      | -0.6 | 0加藤和宏   | 57        | カキノマナズル       | 512         |
| 0000.12.08 | 中山   | 北総特別       | 900万下  | 芝2000m（良） | 12    | 3     | 3     | 009.40（5人）   | 01着 | 02:00.9（35.3）      | -0.2 | 0坂井千明   | 56.5      | （ビクトリヤシチー） | 512         |
| 1991.06.02 | 東京   | 麦秋S          | 1500万下 | 芝2000m（稍） | 12    | 7     | 9     | 040.5（10人）   | 08着 | 02:03.1（36.9）      | -0.6 | 0加藤和宏   | 57        | ダイナバトラー       | 516         |
| 0000.07.07 | 福島   | 七夕賞         | GIII     | 芝2000m（良） | 12    | 1     | 1     | 014.00（8人）   | 03着 | 02:01.2（37.2）      | -0.3 | 0田面木博公 | 53        | シーキャリアー       | 520         |
| 0000.08.18 | 函館   | 函館記念       | GIII     | 芝2000m（良） | 14    | 3     | 3     | 018.60（7人）   | 09着 | 02:00.5（38.6）      | -1.4 | 0加藤和宏   | 53        | メジロマーシャス     | 524         |
| 0000.09.08 | 函館   | UHB杯          | OP       | 芝1800m（稍） | 14    | 8     | 14    | 014.00（8人）   | 03着 | 01:49.9（38.5）      | -0.3 | 0加藤和宏   | 55        | チョウカイエース     | 522         |
| 0000.10.06 | 東京   | オクトーバーS  | 1500万下 | 芝2300m（稍） | 11    | 5     | 5     | 006.20（3人）   | 02着 | 02:19.3（37.3）      | -0.7 | 0加藤和宏   | 56        | イタリアンカラー     | 520         |
| 0000.10.20 | 東京   | 東京スポーツ杯 | OP       | 芝2400m（良） | 11    | 8     | 11    | 005.40（3人）   | 01着 | 02:25.7（36.2）      | -0.0 | 0加藤和宏   | 53        | （ビーチハウス）     | 516         |
| 0000.11.17 | 東京   | AR共和国杯     | GII      | 芝2500m（良） | 16    | 5     | 9     | 009.30（4人）   | 09着 | R2:33.8（38.0）      | -1.2 | 0加藤和宏   | 55        | ヤマニングローバル   | 520         |
| 0000.12.22 | 中山   | フェアウェルS  | 1500万下 | 芝2000m（良） | 12    | 6     | 7     | 004.90（4人）   | 01着 | 02:01.0（36.9）      | -0.3 | 0柴田政人   | 56        | （ブラウンビートル） | 522         |
| 1992.01.05 | 中山   | 金杯（東）     | GIII     | 芝2000m（良） | 16    | 2     | 4     | 010.70（6人）   | 01着 | 01:59.6（35.8）      | -0.1 | 0柴田政人   | 55        | （ジャニス）         | 522         |
| 0000.01.26 | 中山   | AJCC           | GII      | 芝2200m（良） | 11    | 7     | 8     | 004.00（2人）   | 01着 | R2:12.8（35.3）      | -0.2 | 0柴田政人   | 57        | （シャコーグレイド） | 524         |
| 0000.11.01 | 東京   | 天皇賞（秋）   | GI       | 芝2000m（良） | 18    | 8     | 18    | 052.8（13人）   | 15着 | 02:00.2（39.0）      | -1.6 | 0的場均     | 58        | レッツゴーターキン   | 514         |

## 血統表
| トウショウファルコの血統（ハイペリオン系/Hyperion4x5=9.38%） | トウショウファルコの血統（ハイペリオン系/Hyperion4x5=9.38%） | トウショウファルコの血統（ハイペリオン系/Hyperion4x5=9.38%） | （血統表の出典）  | （血統表の出典） |
| 父 グリーングラス 1973 黒鹿毛                                | 父の父*インターメゾ Intermezzo 1966 黒鹿毛                   | Hornbeam                                                     | Hyperion          | Hyperion         |
| 父 グリーングラス 1973 黒鹿毛                                | 父の父*インターメゾ Intermezzo 1966 黒鹿毛                   | Hornbeam                                                     | Thicket           |                  |
| 父 グリーングラス 1973 黒鹿毛                                | 父の父*インターメゾ Intermezzo 1966 黒鹿毛                   | Plaza                                                        | Persian Gulf      | Persian Gulf     |
| 父 グリーングラス 1973 黒鹿毛                                | 父の父*インターメゾ Intermezzo 1966 黒鹿毛                   | Plaza                                                        | Wild Success      |                  |
| 父 グリーングラス 1973 黒鹿毛                                | 父の母ダーリングヒメ 1964 栗毛                               | *ニンバス Nimbus                                             | Nearco            | Nearco           |
| 父 グリーングラス 1973 黒鹿毛                                | 父の母ダーリングヒメ 1964 栗毛                               | *ニンバス Nimbus                                             | Kong              |                  |
| 父 グリーングラス 1973 黒鹿毛                                | 父の母ダーリングヒメ 1964 栗毛                               | ダーリングクイン                                             | *ゲイタイム       | *ゲイタイム      |
| 父 グリーングラス 1973 黒鹿毛                                | 父の母ダーリングヒメ 1964 栗毛                               | ダーリングクイン                                             | ダーリング        |                  |
| 母 カメリアトウショウ 1982 栗毛                              | 母の父*ハンザダンサー Hunza Dancer 1972 鹿毛                 | Hawaii                                                       | Utrillo           | Utrillo          |
| 母 カメリアトウショウ 1982 栗毛                              | 母の父*ハンザダンサー Hunza Dancer 1972 鹿毛                 | Hawaii                                                       | Ethane            |                  |
| 母 カメリアトウショウ 1982 栗毛                              | 母の父*ハンザダンサー Hunza Dancer 1972 鹿毛                 | Oonagh                                                       | Sword Dancer      | Sword Dancer     |
| 母 カメリアトウショウ 1982 栗毛                              | 母の父*ハンザダンサー Hunza Dancer 1972 鹿毛                 | Oonagh                                                       | Uvira             |                  |
| 母 カメリアトウショウ 1982 栗毛                              | 母の母ガールトウショウ 1975 栗毛                             | *チャイナロック China Rock                                   | Rockefella        | Rockefella       |
| 母 カメリアトウショウ 1982 栗毛                              | 母の母ガールトウショウ 1975 栗毛                             | *チャイナロック China Rock                                   | May Wong          |                  |
| 母 カメリアトウショウ 1982 栗毛                              | 母の母ガールトウショウ 1975 栗毛                             | *ソシアルバターフライ Social Butterfly                       | Your Host         | Your Host        |
| 母 カメリアトウショウ 1982 栗毛                              | 母の母ガールトウショウ 1975 栗毛                             | *ソシアルバターフライ Social Butterfly                       | Wisteria F-No.1-w |                  |

主な近親についてはソシアルバターフライを参照のこと。